# Jean Marimbert
Ne doit pas être confondu avec Jean Marembert.
Jean Marimbert, né le 10 mars 1956 à Rabat (Maroc), est un haut fonctionnaire français.

## Biographie
Diplômé de HEC Paris, il obtiendra un DEA, spécialité politique économique et sociale à l'IEP Paris. Il intègrera ensuite l'École nationale d'administrationd’où il en sortira en 1983 dans la promotion Solidarité (major de la voie économique), et intègrera le Conseil d'État.
En 1987, sous le gouvernement de la première cohabitation, il est nommé conseiller technique du cabinet du ministère des affaires sociales, alors occupé à ce moment par Philippe Séguin. L'année suivante, en 1988, il puis chargé de mission au cabinet de Lionel Stoléru au secrétariat d’État au Plan, jusqu'en 1989.
Après être passé directeur adjoint du cabinet de Jean-Pierre Soisson, ministre du Travail, de l'Emploi et de la Formation professionnelle de 1989 à 1990, ce dernier lui propose en juillet 1990. la direction générale de l'ANPE, poste qu'il occupera jusqu'en octobre 1991, ou il est remplacé par Jean-François Colin.
En 1993, il prend la tête de l'Agence française du sang, après avoir été nommé par Simone Veil, alors ministre des affaires sociales sous la deuxième cohabitation, ou il y restera jusqu'en 1995. Il devient le 22 juin 1995 en remplacement d'Olivier Dutheillet de Lamothe directeur des Relations du Travail au ministère du Travail.
En janvier 2001, sur proposition de Jean-Michel Hubert alors président de l'Autorité de régulation des télécommunications (ancien nom de l'ARCEP), il devient directeur général de l'autorité et ce jusqu'en septembre 2003. 
En février 2004, il devient directeur de l'AFSSAPS. À la suite du scandale du Mediator et du rôle critiquée de l'agence à la suite de cette affaire, il démissionne en février 2011. De mai 2011 à janvier 2013, il est secrétaire général du ministère de l'Éducation nationale. Il est depuis cette date revenu au Conseil d'État, où il est rapporteur à la section sociale.